# Belfagor (opera)
Belfagor P 137 è una commedia lirica di Ottorino Respighi su libretto di Claudio Guastalla, basato sul dramma Belfagor di Ercole Luigi Morselli. L'opera venne rappresentata per la prima volta a Milano al Teatro alla Scala il 26 aprile 1923.
Lo spettacolo ebbe un consenso «pieno e cordiale», con numerose chiamate per l'autore, ma i giudizi della critica furono discordi: si passò dall'entusiasmo di Marinetti (affascinato degli aspetti futuristi dell'opera) e del critico S. A. Lucani, a coloro che giudicarono l'opera e il libretto per nulla divertenti. Gaetano Cesari scrisse che il lavoro gli pareva un tentativo non del tutto riuscito di fondere nell'opera comica «il meraviglioso e il buffo, il miracoloso e il sentimentale» e che mancassero «l'incisività dell'idea melodica e la capacità di quest'idea di svolgersi rapidamente», con conseguente senso di uniformità, dannoso all'espressione comica.

## Cast della prima assoluta
| Personaggio             | Interprete         |
| ----------------------- | ------------------ |
| Belfagor                | Mariano Stabile    |
| Mirocleto               | Gaetano Azzolini   |
| Madonna Olimpia         | Anna Gramegna      |
| Candida                 | Margaret Sheridan  |
| Fidelia                 | Thea Vitulli       |
| Maddalena una vagabonda | Cesira Ferrari     |
| Baldo                   | Francesco Merli    |
| don Biagio              | Giovanni Azzimonti |
| Menica                  | Ida Mannarini      |
| un vagabondo            | Amleto Galli       |

Il direttore d'orchestra era Antonio Guarnieri, le scenografie erano di Vittorio Rota.

## Trama

### Prologo
Belfagor appare in un piccolo paesino e spiega allo speziale Mirocleto, padre di tre figlie da maritare (Candida, Fidelia e Maddalena), di essere venuto in missione dagli inferi, per scoprire se veramente il matrimonio è l'inferno degli uomini, come spesso dicono coloro che giungono nell'aldilà. Per fare ciò Belfagor, che ha a disposizione molto denaro, deve cercare una sposa e trascorrere con lei dieci anni.

### Atto primo
Belfagor, nei panni del ricchissimo e bellissimo Ipsilonne, si presenta a casa di Mirocleto. Fidelia e Maddalena rimangono ammaliate da Ipsilonne, ma questo sceglie la terza figlia, Candida, che invece mostra indifferenza. Mirocleto e la moglie Olimpia pensano al denaro e acconsentono a cedere a Ipsilonne la ragazza, che è disperata perché è innamorata del marinaio Baldo.

### Atto secondo
Un mese dopo, in un lussuoso castello di Ipsilonne. Candida è stata costretta a sposarlo, ma è riuscita a resistergli e il matrimonio non è ancora stato consumato. Infine Candida, aiutata da Baldo, riesce a fuggire, dopo aver fatto credere a Ipsilonne di essere pronta a trascorrere la notte con lui.

### Epilogo
Candida e Baldo si rifugiano dal prevosto. Nella piazza del paese ricompare Belfagor, questa volta nelle vesti di un vagabondo, e riesce a insinuare il dubbio in Baldo, facendogli credere che Candida ha perso la verginità con Ipsilonne, che ha così ottenuto il suo scopo di divertirsi con una bella fanciulla prima di fuggire. Inutilmente Candida cerca di convincere Baldo che le parole del vagabondo sono una menzogna. Baldo cede alle suppliche dell'amata solo quando quest'ultima, disperata, si rivolge alla Madonna chiedendole un miracolo, e le campane cominciano a suonare da sole.

## Organico orchestrale
Ottavino, 2 flauti, 2 oboi, corno inglese, clarinetto piccolo, 2 clarinetti, 2 fagotti, controfagotto, 4 corni, 3 trombe, 3 tromboni, basso tuba, timpani, triangolo, raganella, tamburo, grancassa, piatti, tam-tam, xilofono, campanelli, campane, celesta, arpa, archi

## Discografia
- 1989 - Sylvia Sass (Candida), Giorgio Casellato Lamberti (Baldo), Lajos Miller (Belfagor), László Polgár (Mirocleto), Klára Takács (Olimpia), Magda Kalmár (Fidelia), Mária Zempléni (Maddalena). Orchestra di stato ungherese, Coro della Radiotelevisione di stato ungherese, direttore Lamberto Gardelli. Hungaroton HCD 12850-51 (2CD)[6]